# Aborígenes (Antigüedad)

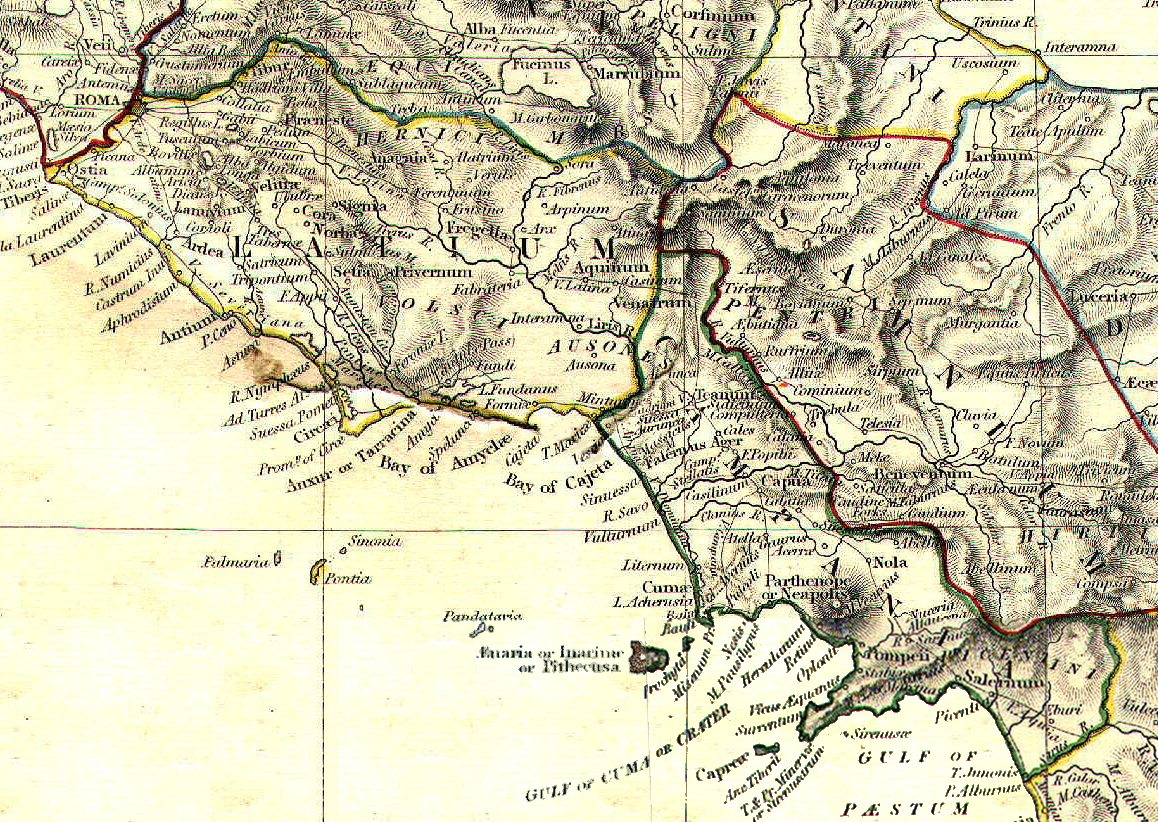
Mapa de referencia del Imperio Romano.

Aborígenes fue el nombre dado por los escritores griegos y romanos a los primitivos habitantes del Lacio antes de que fueran llamados latinos. Ocupaban originariamente los alrededores de Reate, de donde fueron expulsados por los sabinos.

## Nombre y etimología
Su nombre auténtico parece que fue «cascos», palabra que los romanos posteriores emplearon para designar todo lo que es primitivo o está pasado de moda. El término «sacranos» también se ha puesto en relación con los aborígenes, aunque en este casó quizá se correspondía con un pueblo individualizado dentro de los aborígenes.
La derivación obvia del término «aborígenes» (ab origine) es la que tiene más visos de ser correcta. Es más, nunca podría haber sido el nombre de ningún pueblo, sino que fue una mera denominación abstracta inventada en tiempos posteriores con la intención de designar a los habitantes primitivos y originarios del país, al estilo de los griegos.
Otras derivaciones propuestas por autores clásicos son menos probables, como que el término es una corrupción de aberrígenes, aludiendo a sus hábitos errantes, o las de Dionisio de Halicarnaso que lo relacionaba con el término griego para montaña.
Aborígenes ya se usaba en círculos griegos y romanos en fechas tan tempranas como el siglo III a. C., pues Calias de Siracusa llama a Latino rey de los aborígenes. Licofrón escribió que Eneas fundó treinta ciudades en la tierra de los boreigonos, que debe ser una corrupción de aborígenes.

## Historia
Según narraron Catón el Mayor y Varrón, los aborígenes habitaron primero las áreas de alta montaña de los alrededores de Reate y los valles que se extienden desde allí hasta el monte Velino y el lago Fucino. De ahí fueron expulsados por los sabinos, que descendieron de las regiones todavía más elevadas próximas a Amiternum, y los empujaron a la costa tirrena. Así, descendieron al valle del Anio y, desde sus orillas, se expandieron por las llanuras del Lacio. En esta tierra, entraron en conflicto con los sículos a los que echaron o esclavizaron y ampliaron su dominación por la llanura delimitada por las montañas volscas y el mar hasta el río Liris.
En estas contiendas fueron asistidos por una tribu de los pelasgos, con la que se mezclaron y de la que aprendieron el arte de fortificar ciudades. Con estos aliados continuaron ocupando las llanuras del Lacio hasta aproximadamente la época de la guerra de Troya, cuando asumieron el nombre de latinos tomado del legendario rey Latino.